# Kalkenār
Kalkenār (persiska: كلكنار) är en ort i Iran.   Den ligger i provinsen Mazandaran, i den norra delen av landet, 210 km öster om huvudstaden Teheran. Kalkenār ligger 1 959 meter över havet och antalet invånare är 111.
Terrängen runt Kalkenār är lite bergig.Runt Kalkenār är det ganska tätbefolkat, med 111 invånare per kvadratkilometer. Närmaste större samhälle är Kīāsar, 13,7 km väster om Kalkenār. Trakten runt Kalkenār består i huvudsak av gräsmarker.